# Мегистопус желторогий
Мегистопус желторогий (Megistopus flavicornis) — вид сетчатокрылых насекомых из семейства муравьиных львов (Myrmeleontidae).

## Описание
Небольшого размера муравьиные львы. Длина переднего крыла — 20—25 мм, заднего крыла — 18—24 мм. Длина брюшка 12—18 мм. Голова широкая, тёмно-жёлтого цвета, с широкой полосой бурого цвета, идущей от глаза до глаза. Темя выпуклое. Усики длинные, по длине равные длине головы и всех отделов груди вместе. Среднегрудь и заднегрудь с тёмно-бурым рисунком. Ноги длинные и тонкие, соломенно-жёлтого цвета, покрыты бурыми точками и короткими чёрными волосками и щетинками. Шпоры светлого цвета, тонкие, с резко завернутыми вершинами. Крылья ланцетовидные, относительно широкие, прозрачные. Жилки белого цвета, с бурыми промежутками. Линии Бэнкса на обоих крыльях не выражены. Брюшко тёмно-бурого цвета, почти чёрное, с жёлтыми полукольцами на вершинах от 2 до 5 сегментов. На 3 и 4 тергитах они очень широкие.

## Ареал
Западная и Центральная Европа, Румыния, Молдова, Болгария, Венгрия, Польша, Украина, Россия, Кипр, Туркменистан, западный берег Каспийского моря (Дербент), Иран, Израиль, Марокко.

## Биология
Обитатель преимущественно открытых мест с разреженной растительностью. Взрослые насекомые летают в ночное время суток. Время лёта в июне-июле. Иногда прилетают на источники искусственного света. В дневное время имаго сидят на деревьях и кустарниках, располагаясь вдоль тонких веток. Взрослые особи — хищники. Личинки живут в сыпучем песке под поверхностью субстрата, откуда высовывают на поверхность только свои челюсти и охотятся как хищник-засадник на мелких насекомых и других беспозвоночных. Голова личинки бурого цвета, челюсти жёлтого цвета, зубцы на них с чёрными вершинами. Усики бурые, тонкие. Ноги длинные, покрыты длинными щетинками. На анальном стерните брюшка личинки имеются копательные «бородавки» с 4 короткими мощными щетинками. Генерация двухгодичная.